# Nat Turner (bande dessinée)
Nat Turner est une biographie en bande dessinée du pasteur noir et leader antiesclavagiste du XIXe siècle Nat Turner, auto-éditée par l'Américain Kyle Baker sous forme de quatre comic books en 2005. Elle a ensuite été recueillie en deux volumes par Image Comics en 2006 et 2007, puis en un volume par Abrams Books en 2008. Cette bande dessinée est inédite en France.

## Prix
- 2006 : Prix Eisner du meilleur travail inspiré de la réalité (pour les 4 comic books originaux)
- 2009 : Prix Harvey du meilleur album non original (pour la réédition Abrams)